# Coppa di Francia 1993-1994
La 77ª edizione della Coppa di Francia, quella del 1993-1994, fu vinta dall'Auxerre.

## Trentaduesimi di finale
| Squadra 1                       | Risultato       | Squadra 2             |
| ------------------------------- | --------------- | --------------------- |
| Strasburgo                      | 1 - 1 (2-3 dcr) | Bordeaux              |
| Le Havre                        | 2 - 3           | Beauvais              |
| Lilla                           | 1 - 2 (dts)     | Rennes                |
| Olympique Lione                 | 2 - 0           | Nîmes                 |
| Martigues                       | 0 - 2           | Bastia                |
| FC Saint-Leu                    | 0 - 1           | Metz                  |
| Guingamp                        | 3 - 2 (dts)     | Cannes                |
| AS Muret                        | 0 - 1           | Monaco                |
| Châteauroux                     | 1 - 0           | Angers                |
| Pau FC                          | 1 - 1 (dts)     | Saint-Étienne         |
| Sète                            | 1 - 0           | Caen                  |
| ÉSA Brive                       | 0 - 0 (2-4 dcr) | Olympique Marsiglia   |
| Épinal                          | 1 - 2 (dts)     | Sochaux               |
| Vaulx-en-Velin                  | 0 - 2           | Nantes                |
| Saint-Malo                      | 0 - 0 (dts)     | Montpellier           |
| GSI Pontivy                     | 0 - 3           | Auxerre               |
| Trélazé                         | 0 - 5           | Lens                  |
| Côte Chaude                     | 0 - 10          | Paris Saint-Germain   |
| Neuville sur Saône              | 1 - 2 (dts)     | Tolosa                |
| Laval                           | 2 - 0           | Rouen                 |
| Olympique Alès                  | 2 - 1           | Perpignan Canet FC    |
| Évry                            | 0 - 1           | Olympique Charleville |
| Bourges                         | 0 - 0 (5-6 dcr) | Châtellerault         |
| US Fécamp                       | 1 - 1 (3-4 dcr) | Valenciennes          |
| Forbach                         | 0 - 1           | Sedan                 |
| FC Sens                         | 0 - 4           | Le Mans               |
| ES Vitrolles                    | 0 - 4           | Red Star              |
| Lyon-La Duchère                 | 3 - 0           | Rodez                 |
| RC France                       | 2 - 1           | Paris FC              |
| Carquefou                       | 0 - 1           | Lorient               |
| Entente Sportive Viry-Châtillon | 0 - 1           | FC Libourne           |
| Avion                           | 1 - 1 (3-1 dcr) | R.C.Lons-le-Saunier   |

## Sedicesimi di finale
| Squadra 1      | Risultato       | Squadra 2             |
| -------------- | --------------- | --------------------- |
| Sochaux        | 0 - 1           | Olympique Marsiglia   |
| Tolosa         | 0 - 2           | Monaco                |
| Le Mans        | 0 - 0 (7-8 dcr) | Bordeaux              |
| Beauvais       | 0 - 3           | Montpellier           |
| Auxerre        | 4 - 2           | Sedan                 |
| Laval          | 1 - 1 (3-1 dcr) | Olympique Lione       |
| Lens           | 3 - 0           | Bastia                |
| Lorient        | 0 - 2dts        | Nantes                |
| Châtellerault  | 3 - 1dts        | Metz                  |
| Avion          | 1 - 4dts        | Paris Saint-Germain   |
| Rennes         | 1 - 1 (3-4 dcr) | Valenciennes          |
| Guingamp       | 2 - 1           | Red Star              |
| Pau FC         | 1 - 1 (6-7 dcr) | Olympique Charleville |
| Olympique Alès | 3 - 0           | Lyon-La Duchère       |
| Châteauroux    | 1 - 1 (1-4 dcr) | RC France             |
| Sète           | 1 - 0           | FC Libourne           |

## Ottavi di finale
| Squadra 1     | Risultato   | Squadra 2             |
| ------------- | ----------- | --------------------- |
| Nantes        | 1 - 0       | Bordeaux              |
| Monaco        | 0 - 0 (dts) | Olympique Marsiglia   |
| Laval         | 1 - 2       | Montpellier           |
| Lens          | 3 - 1dts    | Olympique Charleville |
| Valenciennes  | 2 - 1       | Olympique Alès        |
| Guingamp      | 0 - 1       | Paris Saint-Germain   |
| Sète          | 1 - 4       | Auxerre               |
| Châtellerault | 0 - 1       | RC France             |

## Quarti di finale
| Squadra 1           | Risultato   | Squadra 2    |
| ------------------- | ----------- | ------------ |
| Paris Saint-Germain | 1 - 2       | Lens         |
| Olympique Marsiglia | 0 - 0 (dts) | Montpellier  |
| Nantes              | 3 - 1       | Valenciennes |
| RC France           | 1 - 2       | Auxerre      |

## Semifinali
| Squadra 1 | Risultato | Squadra 2   |
| --------- | --------- | ----------- |
| Lens      | 0 - 2     | Montpellier |
| Auxerre   | 1 - 0     | Nantes      |

| Auxerre 10 maggio 1994                        | Auxerre   | 1 – 0 referto | Nantes-Atlantique | Stadio Abbé-Deschamps |
| \| \| \| \| \| Verlaat 47’ \| Marcatori \| \| |           |               |                   |                       |
|                                               |           |               |                   |                       |
| Verlaat 47’                                   | Marcatori |               |                   |                       |

| Lens 10 maggio 1994                                       | Lens      | 0 – 2 referto           | Montpellier | Stade Félix Bollaert |
| \| \| \| \| \| \| Marcatori \| 68’ Sanchez 81’ Carotti \| |           |                         |             |                      |
|                                                           |           |                         |             |                      |
|                                                           | Marcatori | 68’ Sanchez 81’ Carotti |             |                      |

## Finale
| Squadra 1 | Risultato | Squadra 2   |
| --------- | --------- | ----------- |
| Auxerre   | 3 - 0     | Montpellier |

| Arbitro: | Marc Batta |

|                                  |           |  |
| Saïb 17’ Baticle 48’ Martins 86’ | Marcatori |  |